# Мабика, Йоланде
Йоланде Букаса Мабика (фр. Yolande Bukasa Mabika; род. 8 сентября 1987, Букаву, Южное Киву) — бразильская дзюдоистка конголезского происхождения, которая была выбрана Международным олимпийским комитетом (МОК) для участия в Олимпийской сборной беженцев на летних Олимпийских играх 2016 года в Рио-де-Жанейро. Она выступала в весовой категории до 70 кг, проиграв в первом раунде израильтянке Линде Болдер.

## Биография
Мабика родилась 8 сентября 1987 года. Она родом из района Букаву в Демократической Республике Конго, который серьезно пострадал во время Второй конголезской войны. Во время конфликта её разлучили с родителями и отправили в детский дом в Киншасу. Там она занялась дзюдо — видом спорта, который правительство Конго рекомендовало сиротам как идеальный способ обрести некую структуру.
Она попросила политического убежища в Бразилии после поездки туда, чтобы принять участие в чемпионате мира по дзюдо 2013 года вместе с другим дзюдоистом Пополе Мисенгой. Тренеры конфисковали их деньги и паспорта и оставили их запертыми в гостиничных номерах. После двух дней почти без еды Мабика сбежала из отеля команды и пошла искать помощи на улицы. Спустя два дня скитаний она нашла общину конголезских иммигрантов в районе Браш-де-Пина, а на следующий день пошла в отель, чтобы забрать Мисенгу. Пара утверждала, что их тренеры по дзюдо лишали их еды и запирали в клетках, когда они плохо выступали. Управление Верховного комиссара ООН по делам беженцев (УВКБ ООН) официально предоставило ей статус беженца в сентябре 2014 года. Она живет в разных домах в фавеле района Кордовиль.

## Дзюдо
В 2013 году она прошла отбор на чемпионат мира по дзюдо, который проводился в Бразилии. Однако она так и не приняла участия в соревнованиях, уехав в поисках помощи, в конечном итоге попросив убежища и оставшись в стране. В Бразилии она начала тренироваться в Instituto Reação, школе дзюдо, основанной бронзовым призером Олимпийских игр Флавиу Канту, а сейчас тренируется под руководством тренера Жеральду Бернардеша в Рио-де-Жанейро. До прихода в Reação в 2015 году Мабика спала на улице и работала уборщицей и на текстильной фабрике. Она получила поддержку и финансирование от программы Олимпийской солидарности МОК.
3 июня 2016 года МОК объявил, что Мабика войдет в команду из десяти спортсменов, отобранных для участия в составе олимпийской сборной беженцев на летних Олимпийских играх 2016 года в Рио-де-Жанейро.
Она соревновалась среди женщин в весовой категории до 70 кг. Она проиграла свой первый раунд израильтянки Линде Болдер, подвергшись удушающему приему чуть более чем через минуту после начала боя.